# Københavns Byret
 Der er for få eller ingen kildehenvisninger i denne artikel, hvilket er et problem. Du kan hjælpe ved at angive troværdige kilder til de påstande, som fremføres i artiklen.

Københavns Byret er Danmarks største byret og domstol for Københavns Retskreds. Den har til huse i Domhuset på Nytorv.
Domhuset blev bygget 1815 (arkitekt C.F. Hansen) som byens rådhus; efter ibrugtagningen af det nuværende Københavns Rådhus anvendes bygningen alene af byretten. Over indgangen til bygningen står de bevingede indledningsord fra Jyske lov Med lov skal man land bygge.

## Historie
Så vidt vides har området omkring Gammeltorv og Nytorv altid været hjemsted for den dømmende magt i byen. Således er byretten sammen med bl.a. universitetet og en række kirke nogle af de få institutioner, der altid har været placeret samme sted gennem århundrederne.

### Rettens historie
I middelalderen havde man et byting, hvor sagerne blev afgjort af byfogeden. Tingets afgørelse kunne så ankes til rådstueretten, der dels bestod af borgmestre og rådmænd fra magistraten.
Udviklingen af domstolenes organisering forløb anderledes i København end i resten af landet. Byen var landets mest betydningsfulde – ikke mindst i kraft af hjemstedet for kongen. Således fik byen, efter enevældens indførelse, sin første politimester i 1682 samtidig med oprettelsen af to nye domstole: Hofretten og borgretten. Disse erstattede den hidtidige gårdsret på Københavns Slot. De to nye domstole skulle dømme i sager med kongens ansatte og senere de fleste af byens rangspersoner.
Fire år senere i 1686 blever der oprettet en særlig undersøgelsesret, der skal behandle sager om tyveri og hæleri.
Lige efter århundredeskiftet blev der i 1701 oprettet en politiret for de mindste straffesager – omrent svarende til nutidens ordensbekendtgørelse.
Ved siden af disse "offentlige" domstole fandtes der andre typer af domstole. Eksempelvis havde kirken, og senere universitetet, en tamperret, der tog sig af ægteskabssager. Dette betød at retssystemet var temmelig indviklet, hvilket også blev tydeliggjort af, at dommerne havde vidt forskellige baggrunde og var uden juridisk uddannelse. Dette blev der dæmmet op for da man i 1736 indførte den juridiske embedseksamen.
Alle disse domstole blev i 1771 samlet af Struensee til Hof- og Stadsretten, der skulle behandle alle civile sager og straffesager mellem Københavns indbyggere. Moderniteten blev ligeledes understreget ved, at man i 1790 kun havde en enkelt dommer uden juridisk embedseksamen.
I 1805 blev rådstueretterne og de gamle landsting nedlagt med indførelsen af to landsoverretter placeret i hhv. Viborg og København. For hovedstadens vedkommende blev landsoverretten lagt sammen med byretten, så man havde Den Kongelige Landsoverret samt Hof- og Stadsretten i København. Dette gav retten status af 1. instans for samtlige civile sager og med direkte anke til Højesteret. Straffesagerne blev dog udskilt 40 år senere til Kriminal- og Politiretten i København, der dog også havde direkte anke til Højesteret.
Denne ordning fungerede frem til 1919 med vedtagelsen af Retsplejeloven med det nuværende system, hvor landsoverretten blev selvstænding (Østre Landsret) og Københavns Byret blev videreført fra de to hidtidige byretter.

### I dag
I dag er Københavns Byret landets største og betjener pr. 1. november 2007 med sine 57 jurister (heraf 42 dommere) og ca. 150 ikke-jurister en stor del af Københavns Kommune og Dragør og Tårnby kommuner fra retslokaler fordelt på flere adresser. Samlet betjenes ca. 400.000 indbyggere i nævnte kommuner.
Civile sager og straffesager gennemføres fra retslokaler beliggende i Domhuset på Nytorv og fra retslokaler beliggende i Slutterigade og på Frederiksberggade. Skiftesager, notarialforretninger, foged- og tinglysningssager behandles i Hestemøllestræde 4-6. Grundlovsforhør behandles i Københavns Byrets afdeling for grundlovsforhør i Slutterigade.

## Arkitektur
Københavns Byret har et jonisk inspireret indgangsparti med en trekantet gavl. Det mest iøjnefaldende kendetegn ved den joniske søjleorden er dens kapitæl (hovedet af søjlen). Det joniske kapitæl beskriver til begge sider en kurve, som ender i en såkaldt volut, og det bærer en tilhugget abacus, hvorpå den, som regel tredelte architrav hviler. Som sagt, ses en jonisk præget orden udvendigt på byretten, hvorimod indvendig, ses en dorisk præget orden.
Byretten er græsk inspireret og har visse ligheder med Niketemplet i Grækenland.

## Ekstern henvisning
- Københavns Byret Arkiveret 6. februar 2022 hos  Wayback Machine

55°40′37.77″N 12°34′21.73″Ø / 55.6771583°N 12.5727028°Ø